# Équipe d'Haïti masculine de volley-ball
Cet article traite de l'équipe masculine. Pour l'équipe féminine, voir Équipe d'Haïti féminine de volley-ball.
L'équipe d'Haïti de volley-ball est composée des meilleurs joueurs haïtiens sélectionnés par la Fédération haïtienne de Volleyball (Haiti Volleyball Association, HVA). Elle n'est actuellement pas classée par la FIVB au 15 janvier 2010.

## Sélection actuelle
Sélection pour les qualifications aux Championnats du monde 2010.

Entraîneur :  Yves Joseph Larrieux ; entraîneur-adjoint :  Eddy Etienne

## Palmarès et parcours

### Palmarès
Néant.

### Parcours

#### Jeux Pan-Américains
| - 1955 : Non qualifié - 1959 : 9e - 1963 : Non qualifié - 1967 : Non qualifié - 1971 : 8e - 1975 : Non qualifié - 1979 : Non qualifié - 1983 : Non qualifié - 1987 : Non qualifié - 1991 : Non qualifié | - 1999 : Non qualifié - 1999 : Non qualifié - 2003 : Non qualifié - 2007 : Non qualifié - 2011 : |

#### Championnat d'Amérique du Nord
| - 1969 : 5e - 1971 : Non qualifié - 1973 : 7e - 1975 : 5e - 1977 : 6e - 1979 : 6e - 1981 : 9e - 1983 : Non qualifié - 1985 : 8e - 1987 : Non qualifié | - 1989 : Non qualifié - 1991 : 8e - 1993 : Non qualifié - 1995 : 7e - 1997 : Non qualifié - 1999 : Non qualifié - 2001 : Non qualifié - 2003 : Non qualifié - 2005 : Non qualifié - 2007 : Non qualifié | - 2009 : Non qualifié |